# Adjudikacija
Adjudikacija (lat.), način stjecanja vlasništva i stvarnih prava uopće dosuđivanjem suca. Do nje dolazi u diobnim parnicama i u parnicama o zemljišnim međama. Za razliku od drugih presuda adjudikacija osniva pravo. U diobi između suvlasnika biva to dosuđivanjem samovlasništva cjeline jednoj stranci uz novčanu odštetu ili drugu naknadu (npr. osnivanje služnosti, navlastito uživanja u korist druge) ili određivanjem samovlasništva raznih stranaka na pojedinim dijelovima uz djelomičnu odštetu, ako dijelovi nisu jednaki. Adjudikacija je u moderno pravo preuzeta iz rimskoga prava, gdje je do nje dolazilo u tri diobne parnice (actio communi dividundo, actio familiae ereiseundae, actio finium regundorum).